# Wzgórze Kawowe
Wzgórze Kawowe – wzgórze położone w woj. pomorskim na obszarze miasta Gdańska, przy granicy Trójmiejskiego Parku Krajobrazowego.
Wzgórze Kawowe jest to zespół niedużych wzniesień morenowych tworzących zwarte wzgórze pod wspólną nazwą. Obecnie istnieje tendencja do określania tą nazwą tylko jednego wzniesienia w południowo-zachodniej części wzgórza.
Według przedwojennych źródeł w najwyższym punkcie wzgórze ma ok. 115 m n.p.m.
Do 1945 roku w użyciu była urzędowa nazwa byłego Wolnego Miasta Gdańska Kaffee Berg. Po II wojnie w północnej części wzgórza funkcjonowała żwirownia.
Na zachód od "Wzgórza Kawowego" w odległości ok. 400 m znajduje się główne wejście do Gdańskiego Ogrodu Zoologicznego. Wzgórze ograniczone jest od południa i zachodu przez ul. Karwieńską od wschodu ul. Spacerową, zaś od północy "Doliną Leśnego Młyna". Pobliskim wzniesieniem jest Wzgórze Pachołek.